# フライ (ディクシー・チックスのアルバム)
『フライ』（Fly）は、アメリカ合衆国の女性カントリー・グループ、ディクシー・チックスが1999年に発表した5作目のスタジオ・アルバム。メジャー・デビュー後としては2作目に当たる。

## 背景
「グッバイ・アール」は、エルヴィス・プレスリー等への楽曲提供で知られるデニス・リンドが書いた曲で、リンドは本作のレコーディングにもアコースティック・ギターで参加している。なお、この曲の歌詞に登場するアールという人物は、リンドが他の曲でも使用してきたキャラクターである。
「サム・デイズ・ユー・ガッタ・ダンス」は、キース・アーバンが在籍していたカントリー・トリオ、ザ・ランチが1997年に発表した曲のカヴァーで、アーバンは本作のレコーディング・セッションにも招かれたが、アーバン本人は『ローリング・ストーン』誌のインタビューにおいて「彼女達は確か、僕の代役のギタリストをもう1人起用したから、あの時はギタリストが2人いたと思う。僕の演奏が実際にどの程度使われたのかは分からない」と語っている。
「レット・ヒム・フライ」は、パティ・グリフィンがアルバム『Living with Ghosts』（1996年）で発表した曲のカヴァー。なお、ディクシー・チックスは本作に伴うツアーでグリフィンをオープニングアクトに起用し、更に次作『ホーム』（2002年）でも「トゥルース・No.2」、「トップ・オブ・ザ・ワールド」といったグリフィン作の楽曲を取り上げた。

## 反響・評価
母国アメリカでは、総合アルバム・チャートのBillboard 200で自身初の1位獲得を果たし、『ビルボード』のカントリー・アルバム・チャートでは前作『ワイド・オープン・スペーシズ』に続く2度目の1位を獲得。グラミー賞では本作が最優秀カントリー・アルバム賞を受賞し、収録曲「レディー・トゥ・ラン」が最優秀カントリー・パフォーマンス賞（デュオまたはグループ部門）を受賞した。その後も売り上げを伸ばし、2002年6月にはRIAAによって10×プラチナ（ダイヤモンド・ディスク）の認定を受けている。
オーストラリアでは1999年9月19日付のアルバム・チャートで初登場16位となり、合計8週にわたってトップ50入りした。
Stephen Thomas Erlewineはオールミュージックにおいて満点の5点を付け「ここに来て、彼女達が描写する多種多様なサウンドが完全に一体化し、よりグループとして特徴的になった」と評している。
『ローリング・ストーン』誌が選んだ「歴代最高のアルバム500選」において224位に選ばれている。

## 収録曲
1. レディー・トゥ・ラン - "Ready to Run" (Marcus Hummon, Martie Seidel) - 3:52
2. ダウン・ウィズ・ミー - "If I Fall You're Going Down with Me" (Matraca Berg, Annie Roboff) - 3:05
3. カウボーイ・テイク・ミー・アウェイ - "Cowboy Take Me Away" (M. Hummon, M. Seidel) - 4:51
4. コールド・デイ・イン・ジュライ - "Cold Day in July" (Richard Leigh) - 5:12
5. グッバイ・アール - "Goodbye Earl" (Dennis Linde) - 4:19
6. ヘロー・ミスター・ハートエイク - "Hello Mr. Heartache" (Mike Henderson, John Hadley) - 3:49
7. ドント・ウェイスト・ユア・ハート - "Don't Waste Your Heart" (Emily Erwin, Natalie Maines) - 2:49
8. シン・ワゴン - "Sin Wagon" (E. Erwin, N. Maines, Stephony Smith) - 3:41
9. ウィザウト・ユー - "Without You" (N. Maines, Eric Silver) - 3:32
10. サム・デイズ・ユー・ガッタ・ダンス - "Some Days You Gotta Dance" (Troy Johnson, Marshall Morgan) - 2:30
11. ホール・イン・マイ・ヘッド - "Hole in My Head" (Jim Lauderdale, Buddy Miller) - 3:22
12. ハートブレイク・タウン - "Heartbreak Town" (Darrell Scott) - 3:48
13. "Ain't No Thang but a Chickin' Wang" - 0:06
14. レット・ヒム・フライ - "Let Him Fly" (Patty Griffin) - 3:07

## 参加ミュージシャン
- ナタリー・メインズ - ボーカル
- マーティ・マグワイア - フィドル、ヴィオラ、ボーカル
- エミリー・ロビソン - アコースティック・ギター、バンジョー、ドブロギター、スティール・ギター、ボーカル

アディショナル・ミュージシャン
- グレッグ・モロー - ドラムス
- マイケル・ローズ - ベース・ギター
- スティーヴ・ネイサン - ハモンドオルガン、キーボード
- マット・ローリングス - ハモンドオルガン、キーボード
- パット・ブキャナン - エレクトリック・ギター
- ランディ・スクラッグス - アコースティック・ギター
- ポール・ウォーリー - アコースティック・ギター、ハーモニー
- ロイド・メインズ - スティール・ギター
- テリー・マクミラン - パーカッション
- トム・ローディ - パーカッション
- スティーヴ・コン - アコーディオン
- ジョン・モック - バウロン、ティン・ホイッスル、コンサーティーナ
- マーカス・ハモン - アコースティック・ギター(#1)
- ビリー・ジョー・ウォーカー・ジュニア - アコースティック・ギター(#1, #9)
- ジョージ・マリネリ - エレクトリック・ギター(#4, #6)
- デニス・リンド - アコースティック・ギター(#5)
- ブライアン・サットン - アコースティック・ギター(#8)
- アダム・スタインバーグ - アコースティック・ギター(#9, #14)
- キース・アーバン - エレクトリック・ギター(#10)
- マイク・ヘンダーソン - エレクトリック・ギター(#11)